# Sebastian Hosu
Sebastian Hosu (* 1988 in Satu Mare, Rumänien) ist ein aus Rumänien stammender Maler. Er lebt und arbeitet in Leipzig.

## Leben
Sebastian Hosu wuchs in Rumänien auf und begann seine künstlerische Ausbildung an der Universität für Kunst und Design in Cluj-Napoca, wo er Malerei und Freie Kunst studierte. Von 2008 bis 2010 setzte er sein Studium an der Accademia Albertina di Belle Arti in Turin fort. Ein Masterstudium in Malerei an der Académie royale des beaux-arts in Lüttich (Belgien) schloss sich an, bevor er ein postgraduales Meisterschüler-Studium an der Hochschule für Grafik und Buchkunst in Leipzig absolvierte.
Hosu erlangte mit seinen Arbeiten sowohl in Deutschland als auch international Aufmerksamkeit. Dazu zählen Einzelausstellungen im Museum der bildenden Künste Leipzig (2018) und im Kunstverein Freunde aktueller Kunst in Zwickau (2019) sowie Präsentationen in Galerien in Leipzig, Amsterdam, Bukarest und Hongkong.

## Werk
Die figurativen Szenen in Sebastian Hosus Gemälden entstehen durch kraftvolle Pinselstriche, gestische Andeutungen von Formen und kühne Farbkompositionen. Dabei verschwimmt die Grenze zwischen gegenständlicher Figuration und malerischer Abstraktion fast vollständig. Die dynamischen Kompositionen versetzen den Betrachter direkt in das Zentrum von Szenen sportlicher Aktionen und Freizeitaktivitäten, in denen sich bewegte Körper scheinbar mit den umgebenden Landschaften verbinden.
Durch die Darstellung dieser lebhaften und zugleich flüchtigen Momente oszillieren Hosus Gemälde zwischen präziser Konturierung und einer gleichzeitigen Auflösung der Form. Auf diese Weise wird die Vergänglichkeit der dargestellten Szene mit der physischen Präsenz der Farbe und des Bildes selbst kontrastiert. Dies lädt den Betrachter ein, einen Moment der Zeit immer wieder neu zu erleben und zu durchdenken, so schreibt sein Hallenser Galerist Philip Anders.

## Preise und Auszeichnungen
- 2014–2016: KAAD Stipendium
- 2015: 10. Kunstpreis Wesseling[3]
- 2015: Artwalk, Leipzig
- 2019: The Elisabeth Greenshilds Award

## Ausstellungen (Auswahl)
- 2015: Natural Selection, Westpol A.I.R. Space, Leipzig
- 2015: Backstage Painting, Bükü-Galerie, Leipzig
- 2016: Klassentreffen Klasse Ottersbach, HGB Leipzig, Erholungshaus Bayer-Kultur, Leverkusen
- 2016: Creating Realities, Rutger Brandt Gallery, Amsterdam[4]
- 2017: Neue Bilder, Josef Filipp Galerie, Leipzig
- 2017: tough time, Brennecke Fine Art, Berlin
- 2017: no7, mit Agnes Lammert, FF15 Galerie, Leipzig
- 2018: Outscape, Josef Filipp Galerie, Leipzig
- 2018: Green Meat, Museum der bildenden Künste Leipzig, Leipzig
- 2019: Leisure Life, Anca Poterasu Gallery, Bukarest[5]
- 2019: In the light of a lake, Kunstverein Freunde Aktueller Kunst, Zwickau[6]
- 2020: In the Open, Rutger Brandt Gallery, Amsterdam[7]
- 2020: Out there, Josef Filipp Galerie, Leipzig
- 2022: In My Inner Place, Double Q Gallery, Hong Kong (CHN)[8]
- 2022: Ballad for Space Lovers, Galerie Philipp Anders, Leipzig[9]
- 2023: Event Horizon, Galerie Philipp Anders, Leipzig (DE)[10]
- 2023: Picnic by the Wayside, Anca Poterasu Gallery, Bukarest[11]
- 2024: Starcatcher, Duve, Berlin[12]

Sebastian Hosu nahm ab 2018 an Gruppenausstellungen in Deutschland und mehreren europäischen Ländern teil.